# Gerechtsgebouw (Leuven)

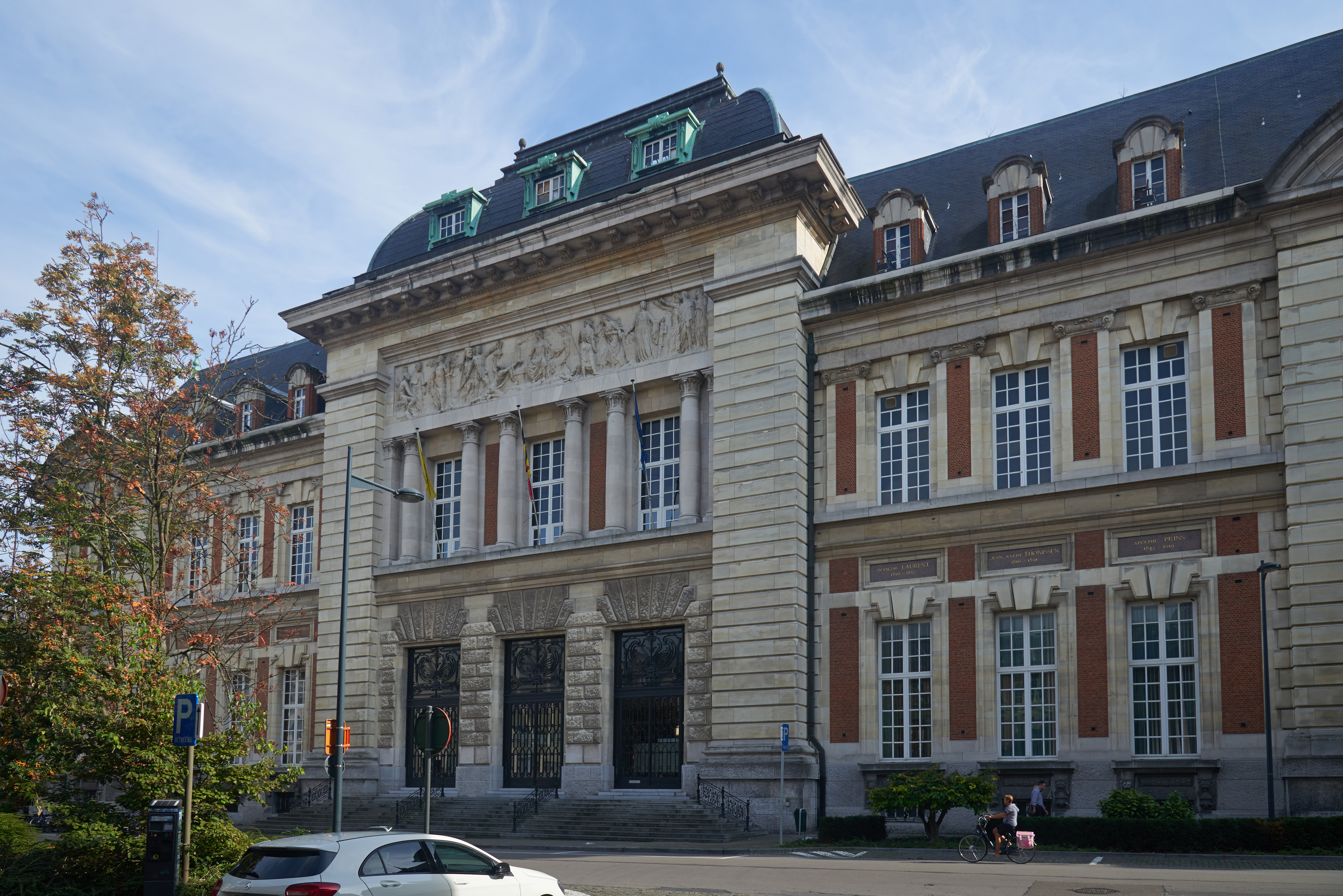
Het gerechtsgebouw van Leuven

Het gerechtsgebouw Leuven is opgetrokken in het centrum van de Belgische stad Leuven aan het Ferdinand Smoldersplein, naar de plannen van de Brusselse architect Oscar Francotte. Het werd in gebruik genomen in 1930.
Het gerechtsgebouw is de zetel van het Gerechtelijk arrondissement Leuven. Het huisvest de rechtbank van eerste aanleg met een burgerlijke rechtbank, een correctionele rechtbank en een jeugdrechtbank. Het is ook de zetel van de ondernemingsrechtbank en de arbeidsrechtbank van het gerechtelijk arrondissement. Eveneens in het gerechtsgebouw bevindt zich de arrondissementsrechtbank Leuven, de ondersteunende gerechtelijke diensten en de kantoren van het openbaar ministerie geleid door de Procureur des Konings, sinds 2012 Patrick Vits. Sinds 1996 is het gerechtsgebouw ook een zetel van het hof van assisen voor de provincie Vlaams-Brabant.
Het vredegerecht van de drie plaatselijke gerechtelijke kantons Leuven 1, 2 en 3 in het gerechtelijk arrondissement bevindt zich sinds 2001 niet meer in het gerechtsgebouw maar in het College van Villers om de hoek in de Vaartstraat.

## Bouwwerk
Het ontwerp van het justitiepaleis werd door het Provinciaal Bestuur van Brabant gegund aan de Brusselse architect Oscar Francotte. Deze architect was opgeleid aan de Franse Academie en aanhanger van het eclecticisme. De bouwperiode liep van 1923 tot 1930. Het justitiepaleis werd een bouwwerk in een historiserende architectuurstijl met elementen uit Franse renaissance en barok. Het werd gebouwd met witte natuursteen en baksteen.
Het bouwwerk kan opgedeeld worden in een hoofdvleugel langs het Smoldersplein, een iets achteruit geschoven hoekvleugel, deels langs het Smoldersplein met zes traveeën, deels langs het Margarethaplein met acht traveeën, een vleugel in de Vaartstraat van tien traveeën en een achtervleugel die van het geheel een rechthoekig complex maakt rond twee binnenpleinen. Tussen de twee binnenpleinen bevindt zich de centrale traphal.
De voorvleugel heeft twee bouwlagen met een middenrisaliet van drie traveeën afgelijnd met pilasters en twee lagere, symmetrische vleugels van vier traveeën, met op beide hoeken een risaliet gecreëerd met pilasters. Het middenrisaliet heeft bovenaan een gevelreliëf met voorstelling van het salomonsoordeel gecreëerd door Égide Rombaux. De reliëfs in de hoekrisalieten zijn van Léandre Grandmoulin (links) en Frans Huygelen (rechts).
Architecten F. De Smet en P. Doms tekenden in een eigentijds functionele stijl een extra zijvleugel vijf verdiepingen hoog en vijf traveeën breed in de Vaartstraat die tussen 1988 en 1990 werd gebouwd op de locatie van de voormalige Leuvense bioscoopzaal Lovanium. Deze gevel repliceert de bakstenen pilasters van de zijvleugel van het gerechtsgebouw met waterlijsten van gewassen beton.
De monumentale trap binnen in het gerechtsgebouw is gerealiseerd in marmer met granieten zuilen met acanthusbladkapitelen, met een spiegelgewelf met een plafondschildering die de allegorie van de gerechtigheid voorstelt, geschilderd door Albert Ciamberlani (gerealiseerd van 1926 tot 1932).
Op het Ferdinand Smoldersplein bevindt zich voor de ingang van het gerechtsgebouw een standbeeld van Pieter Coutereel, een Middeleeuws meier van Leuven. Het beeld van de hand van Georges Vandevoorde werd onthuld op 13 september 1936.

## Galerij

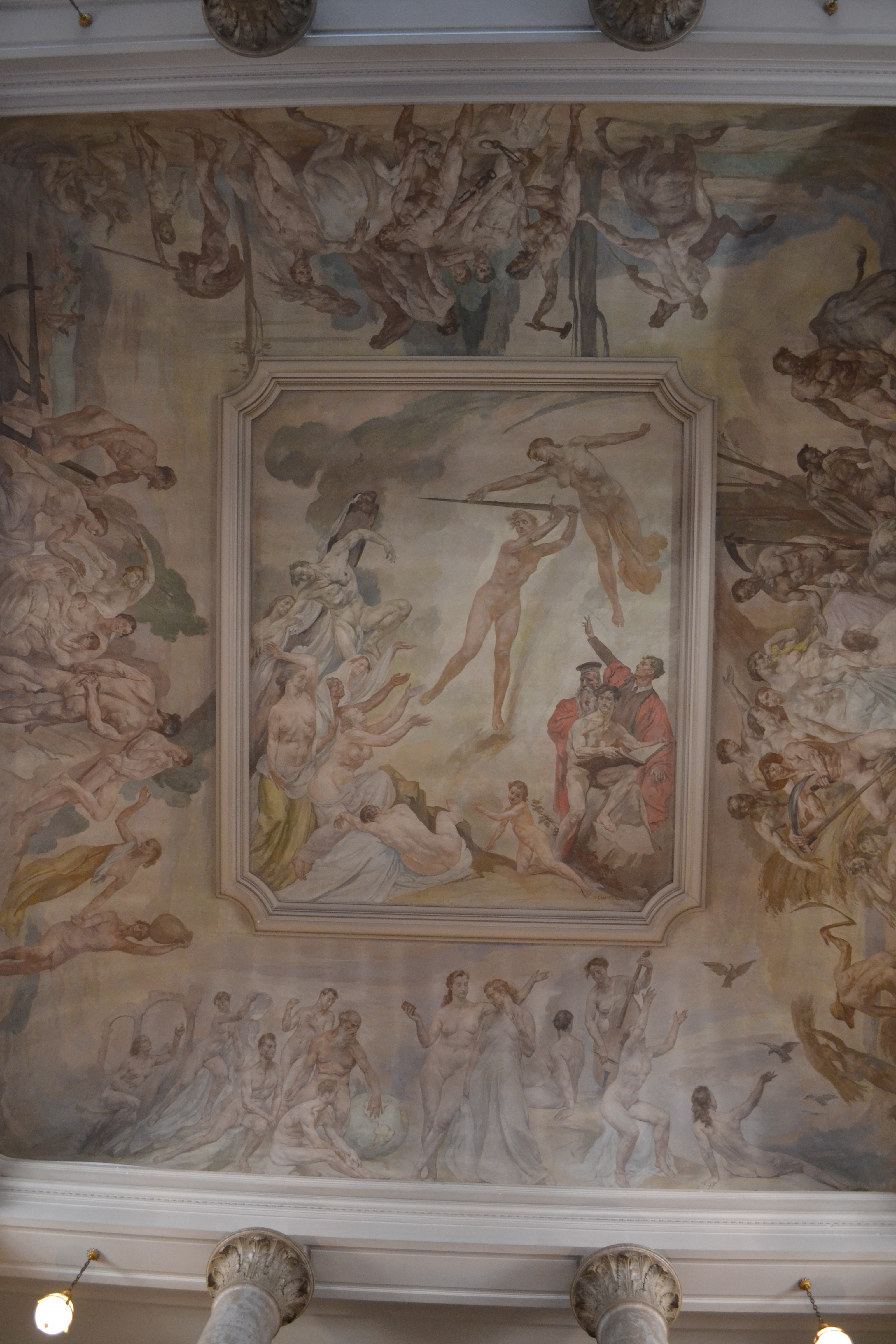
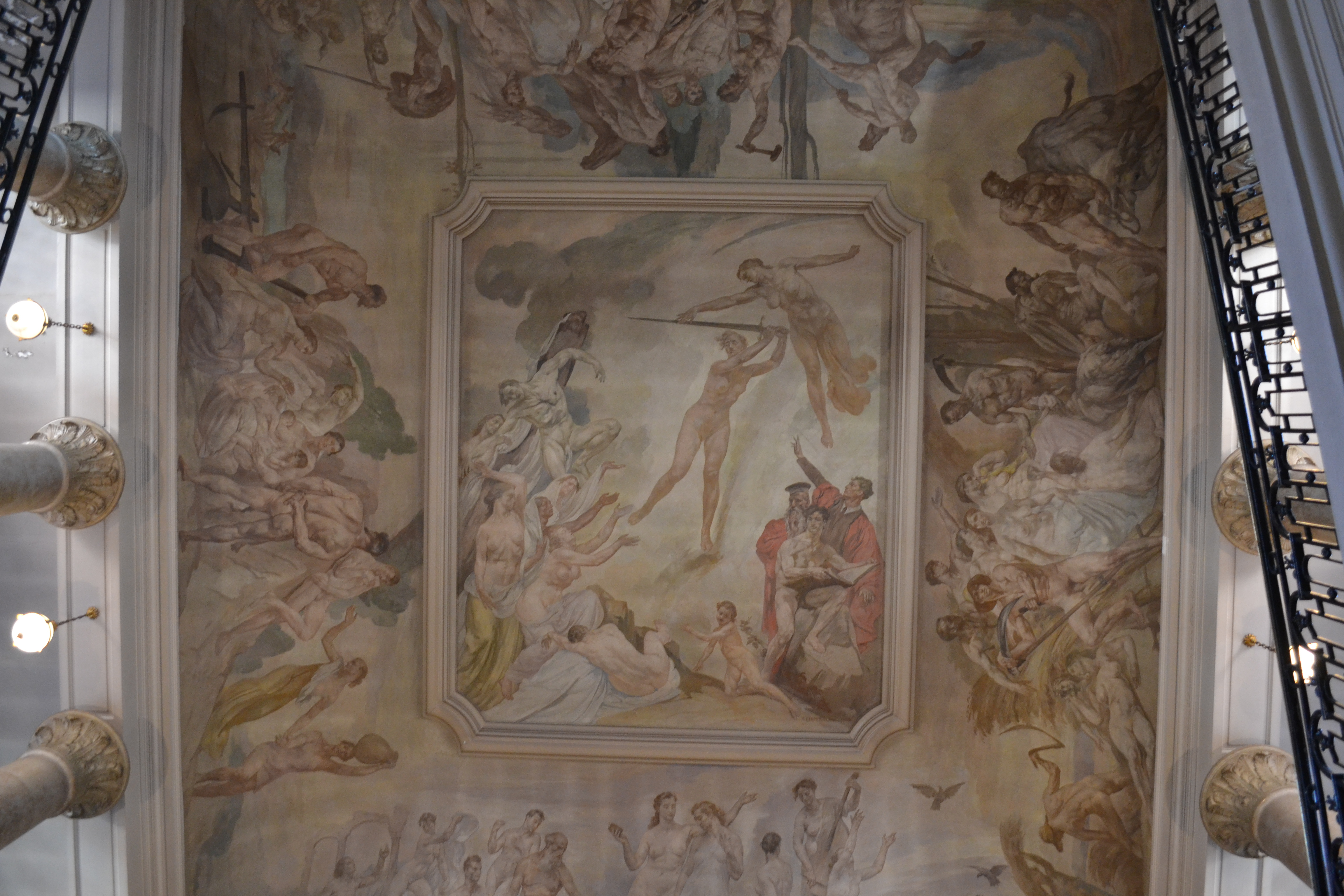
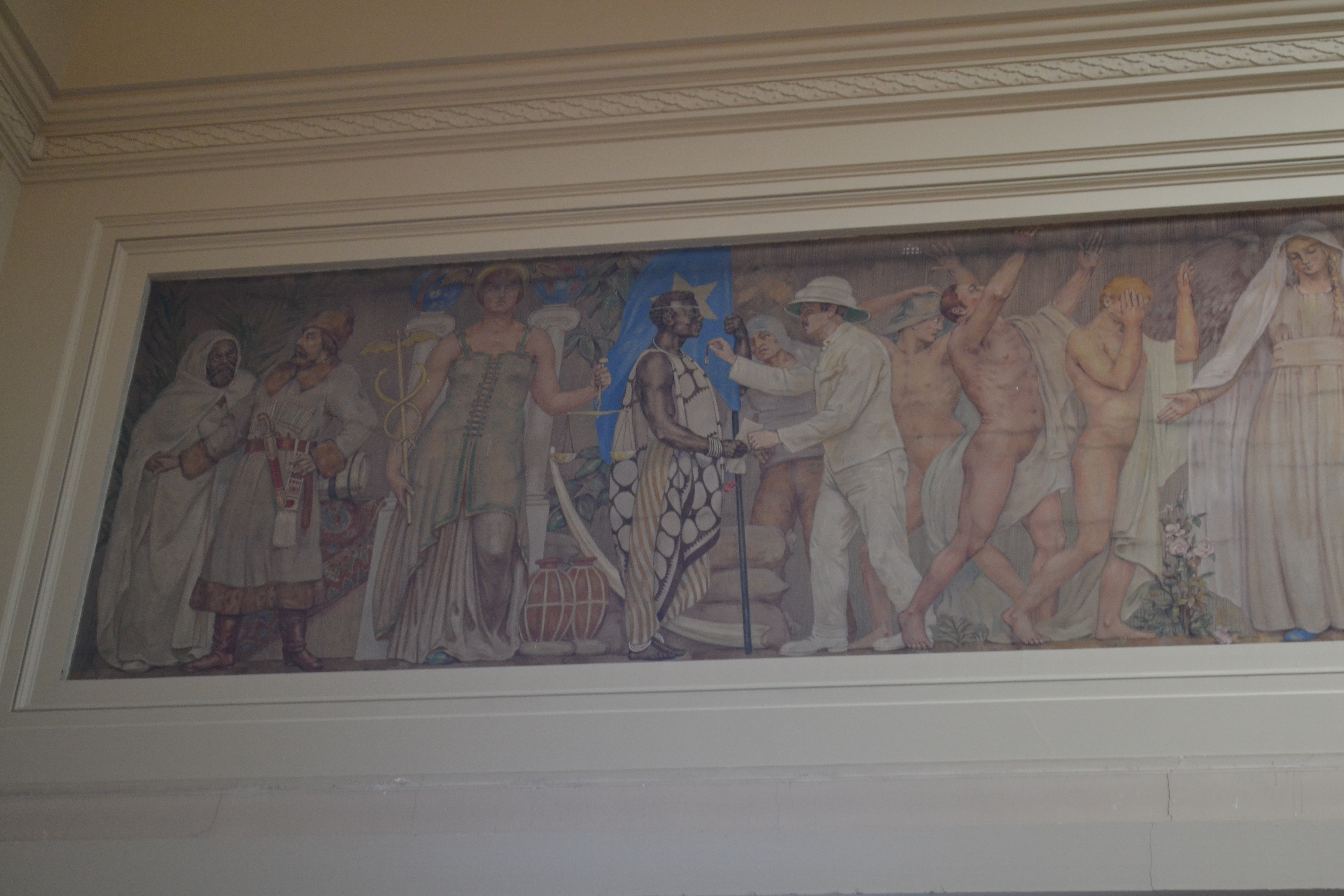
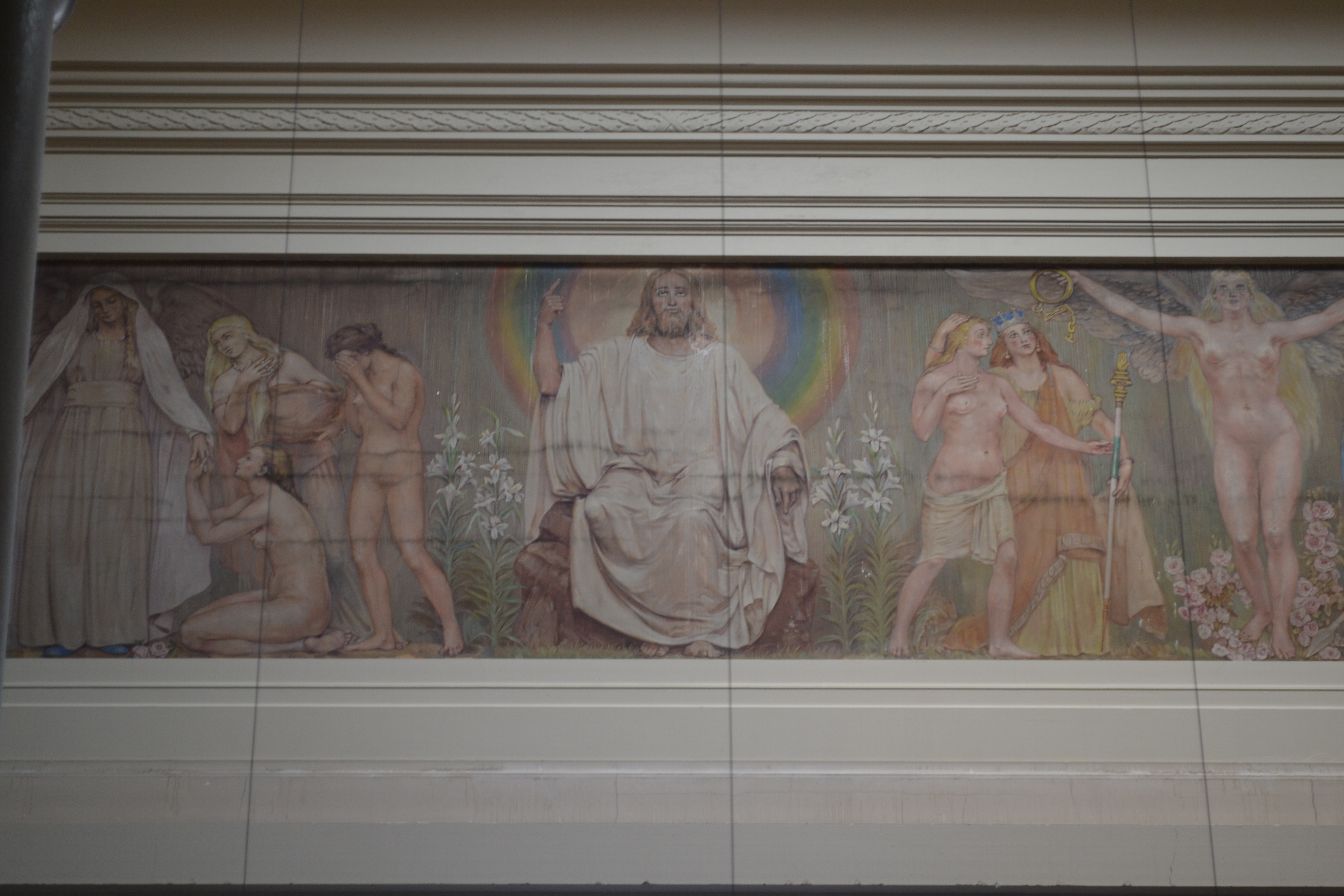
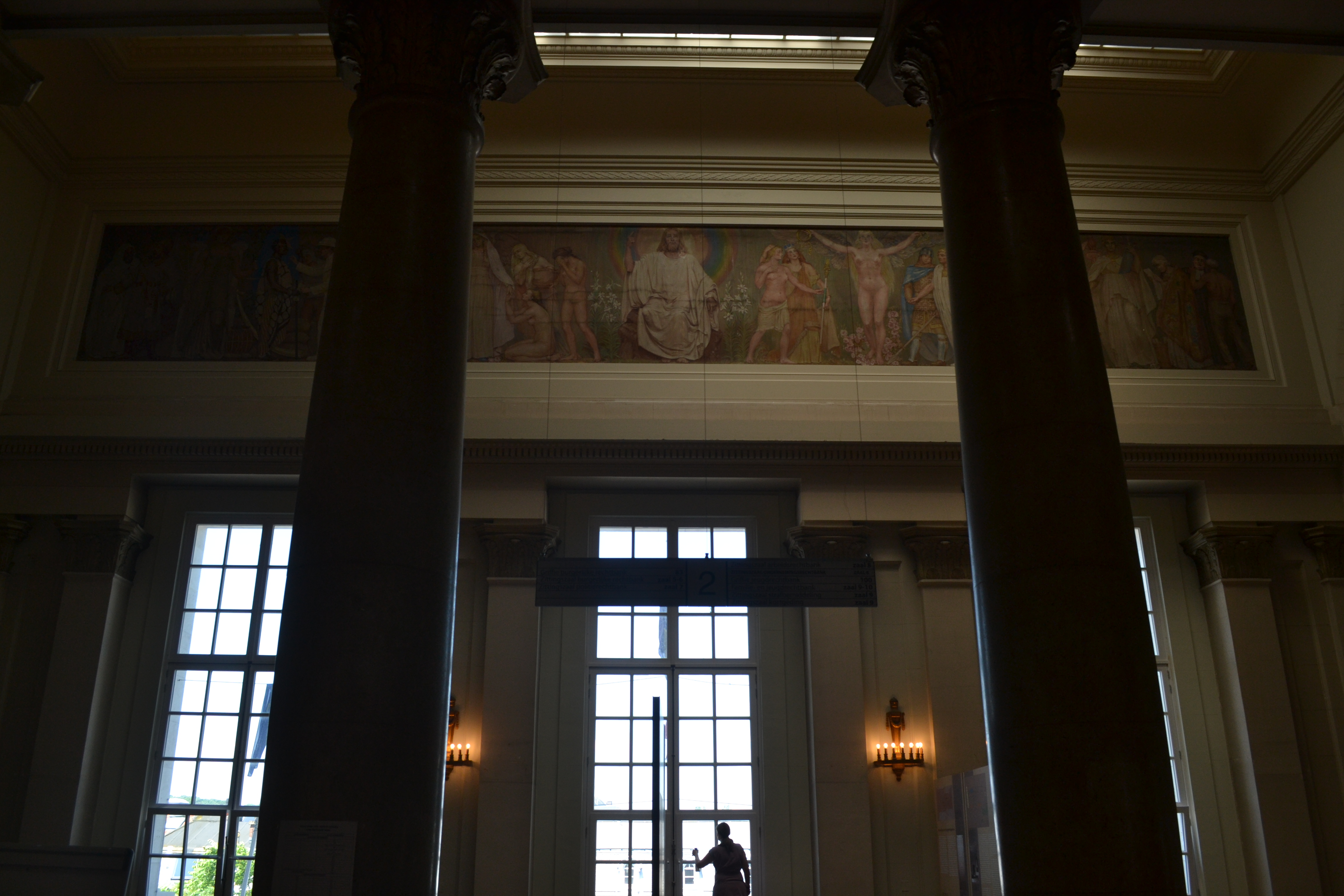
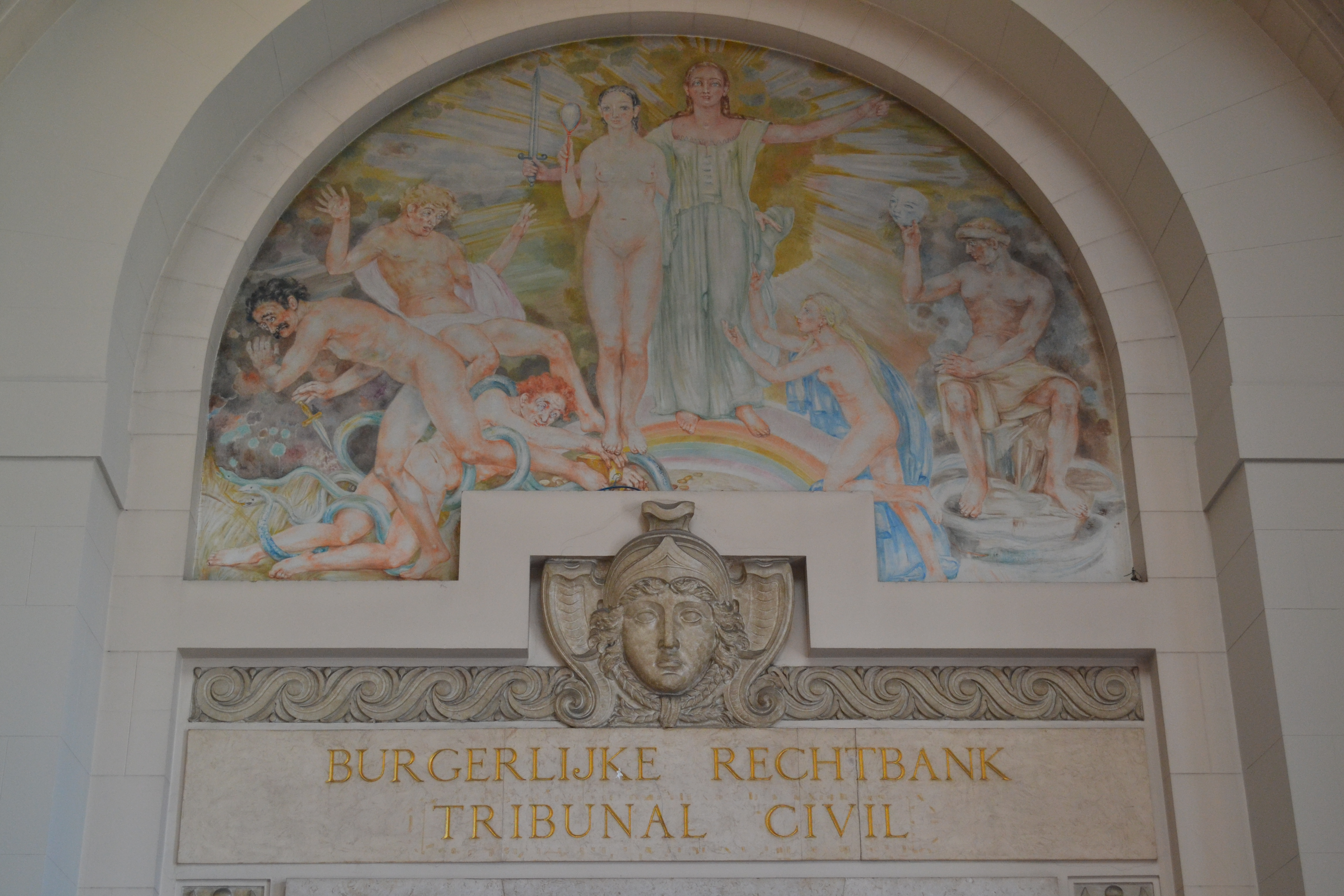
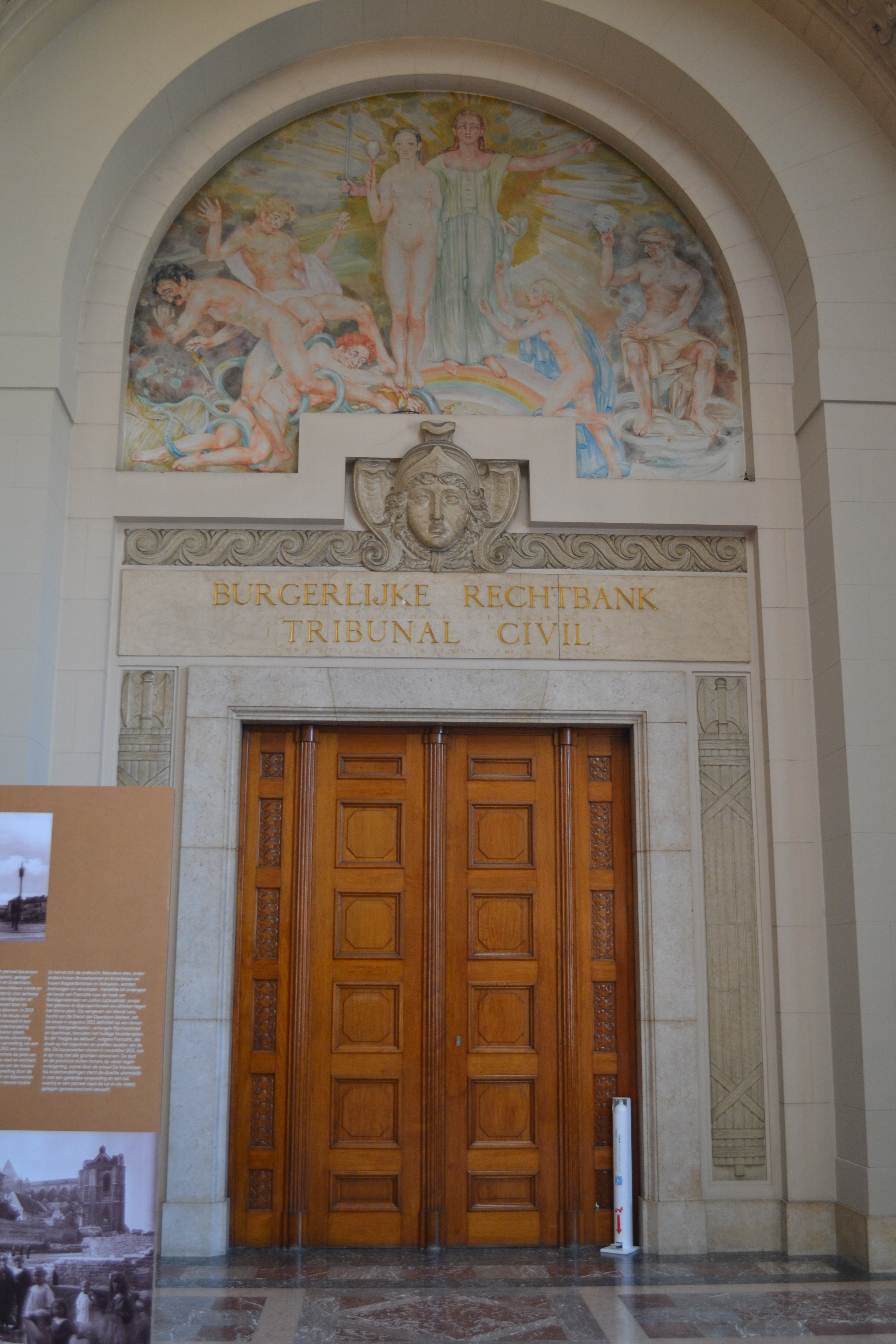
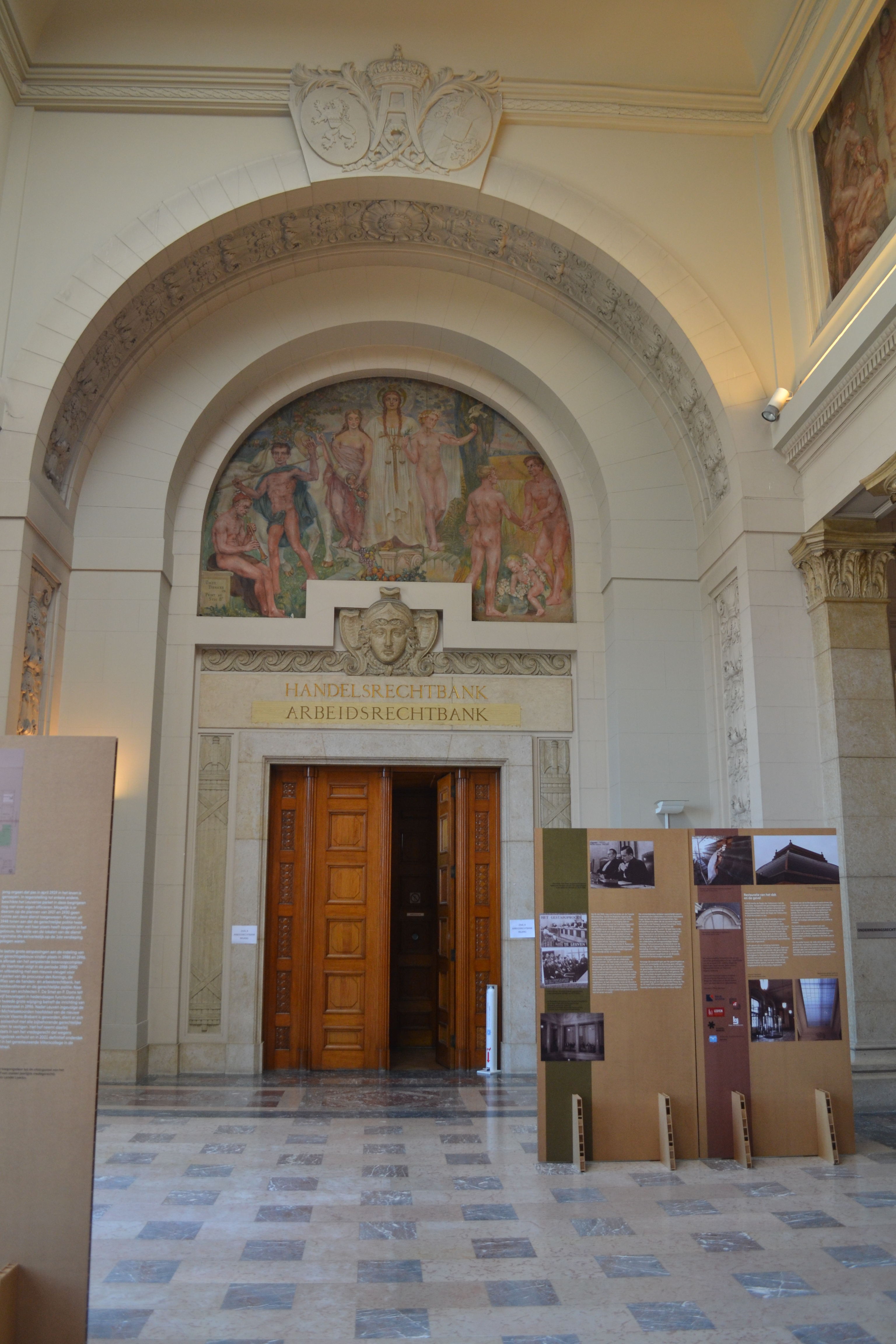
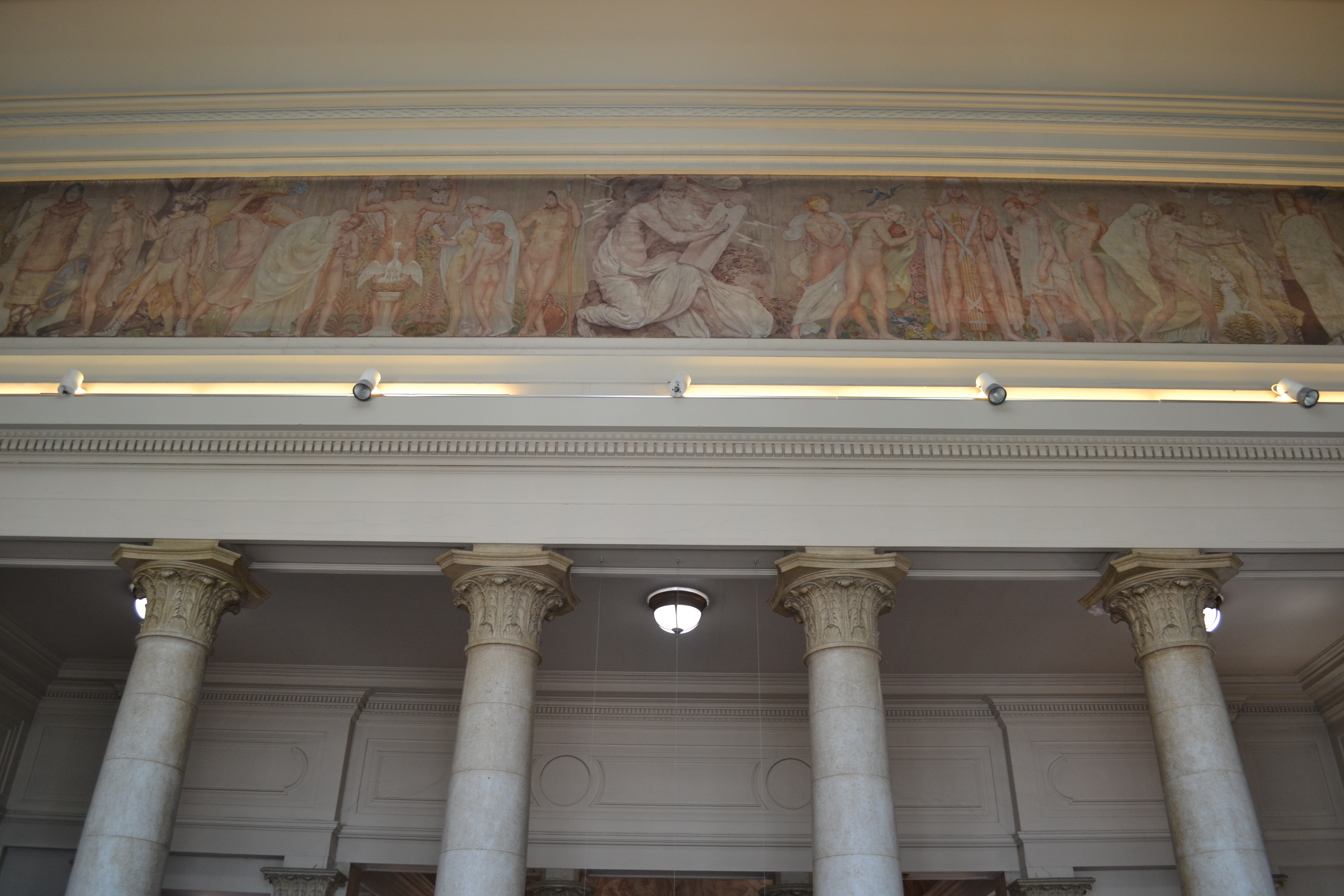
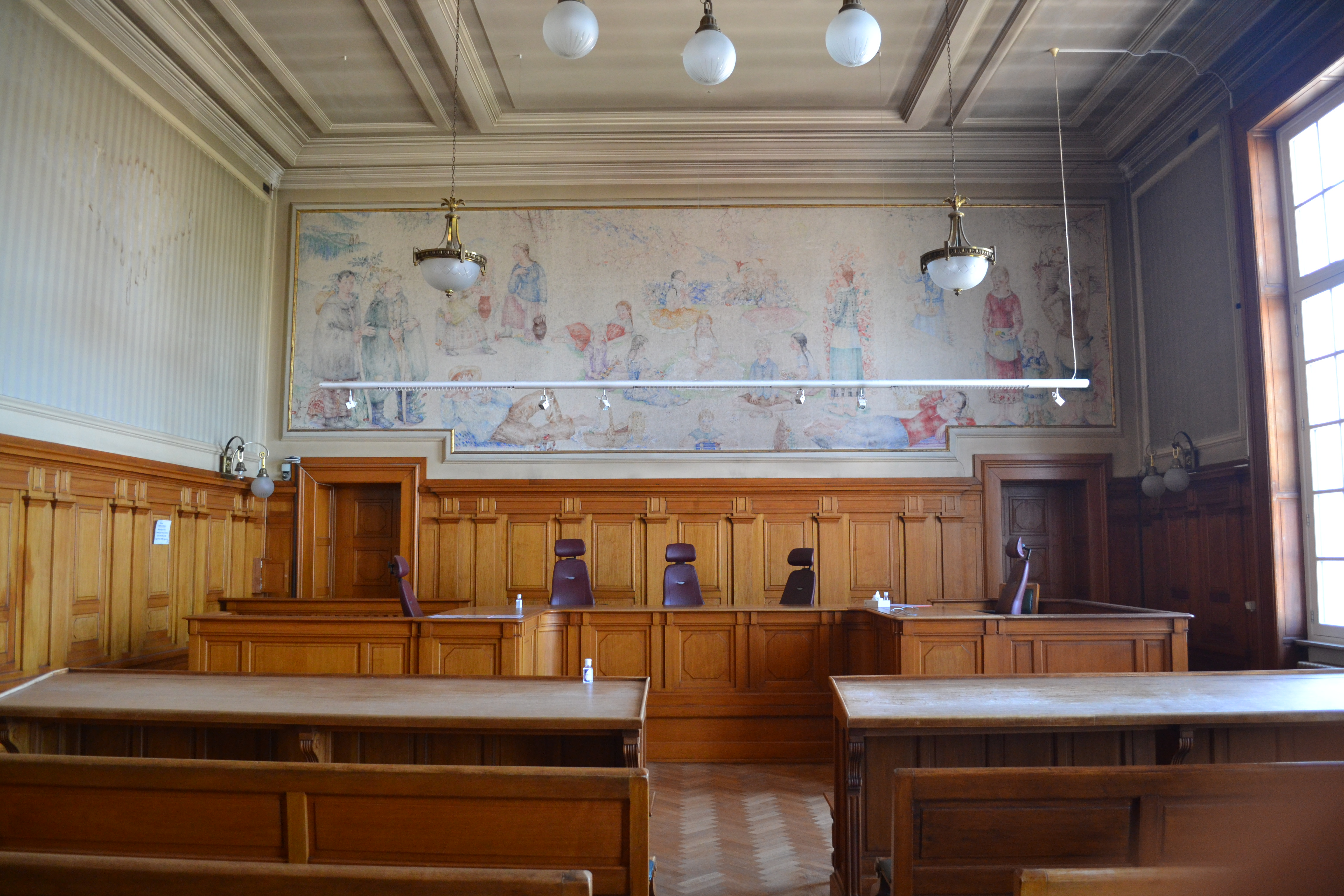
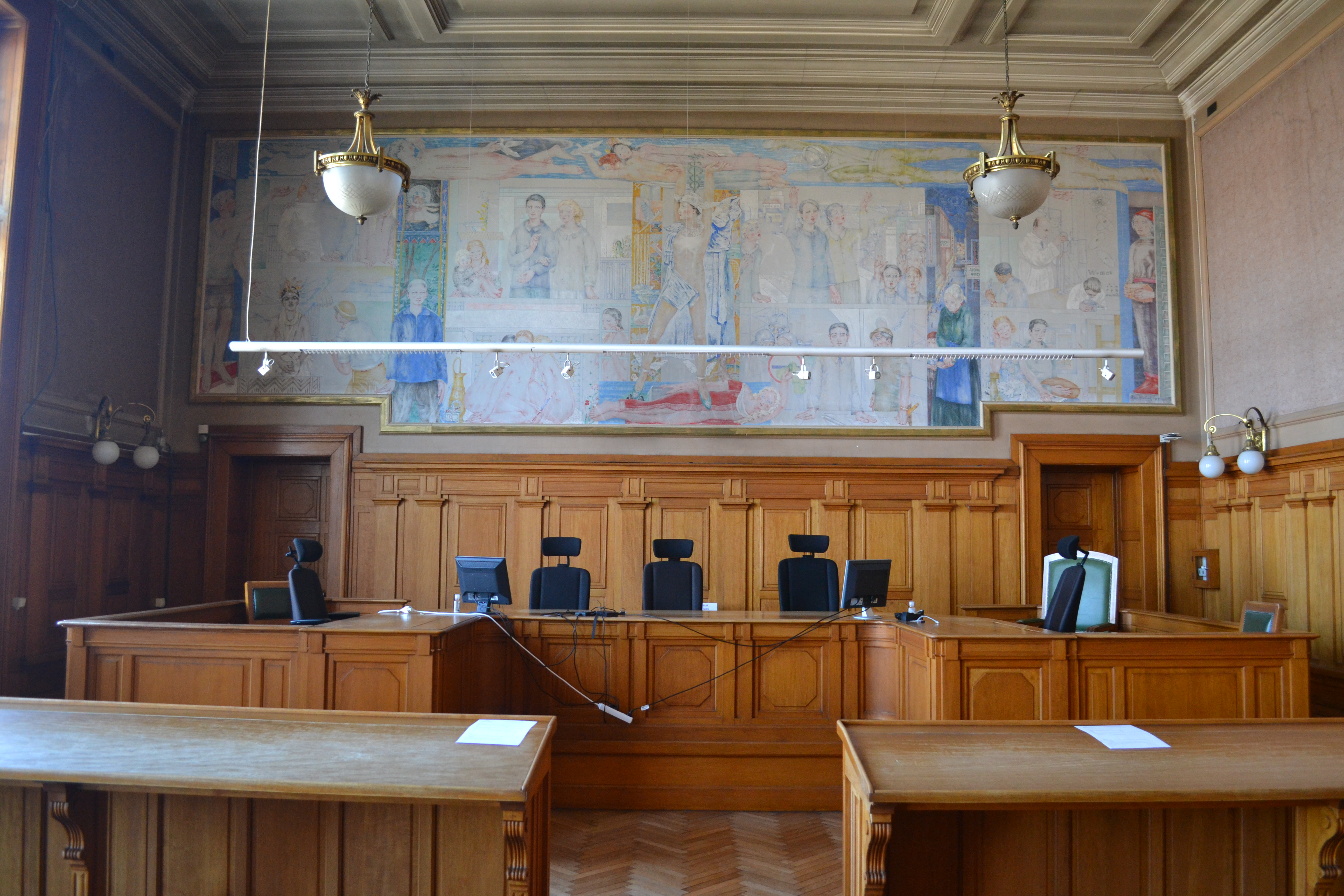
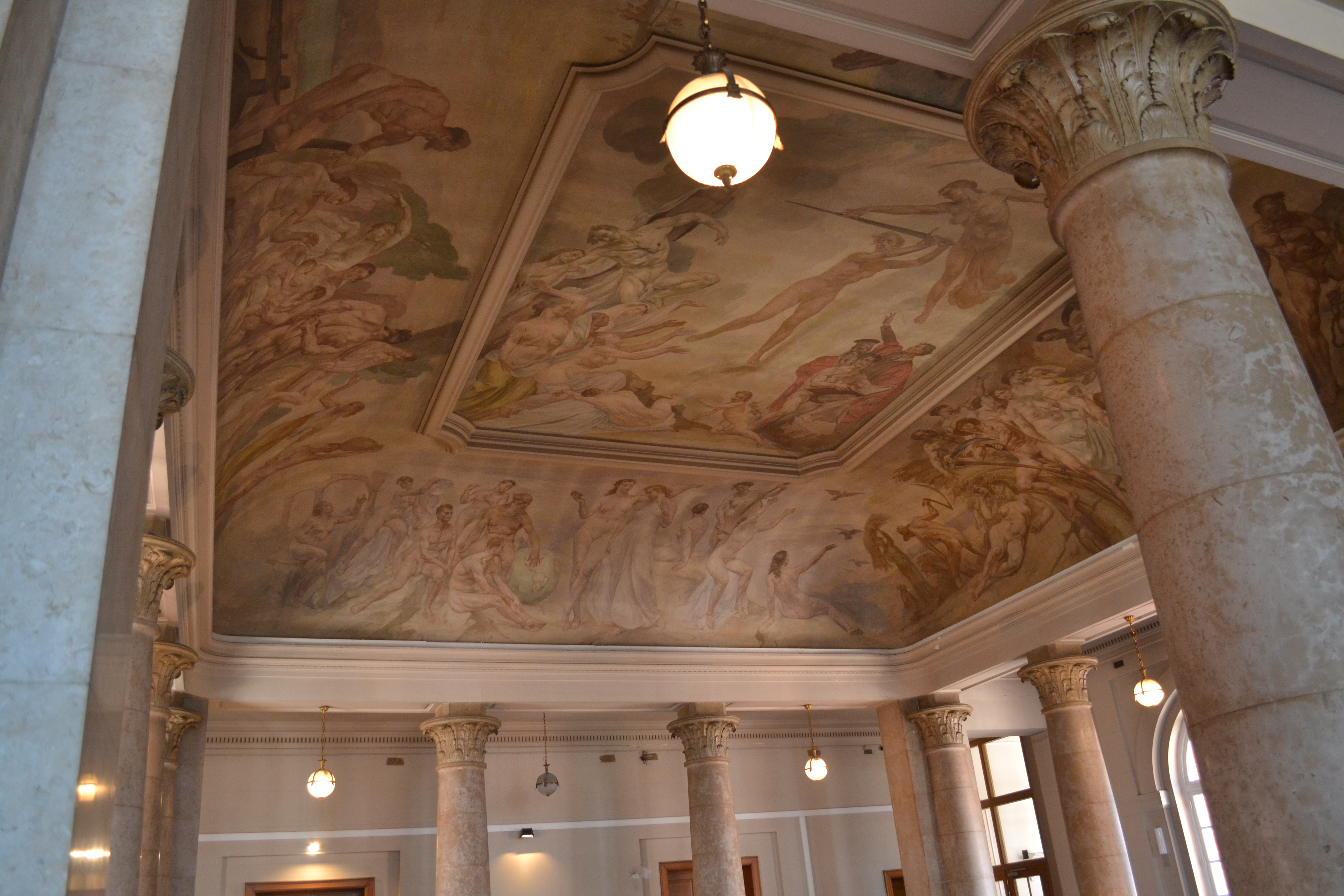
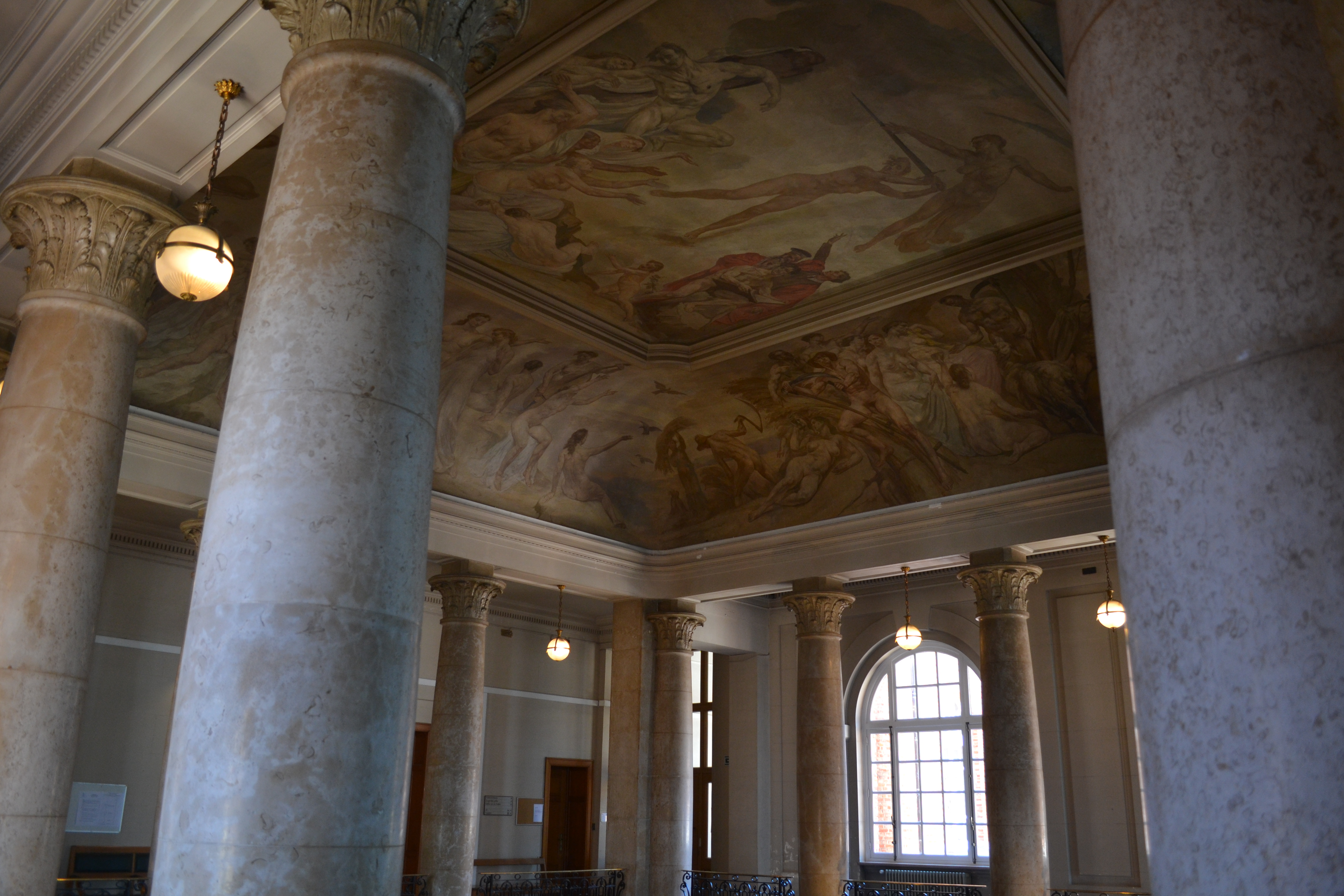
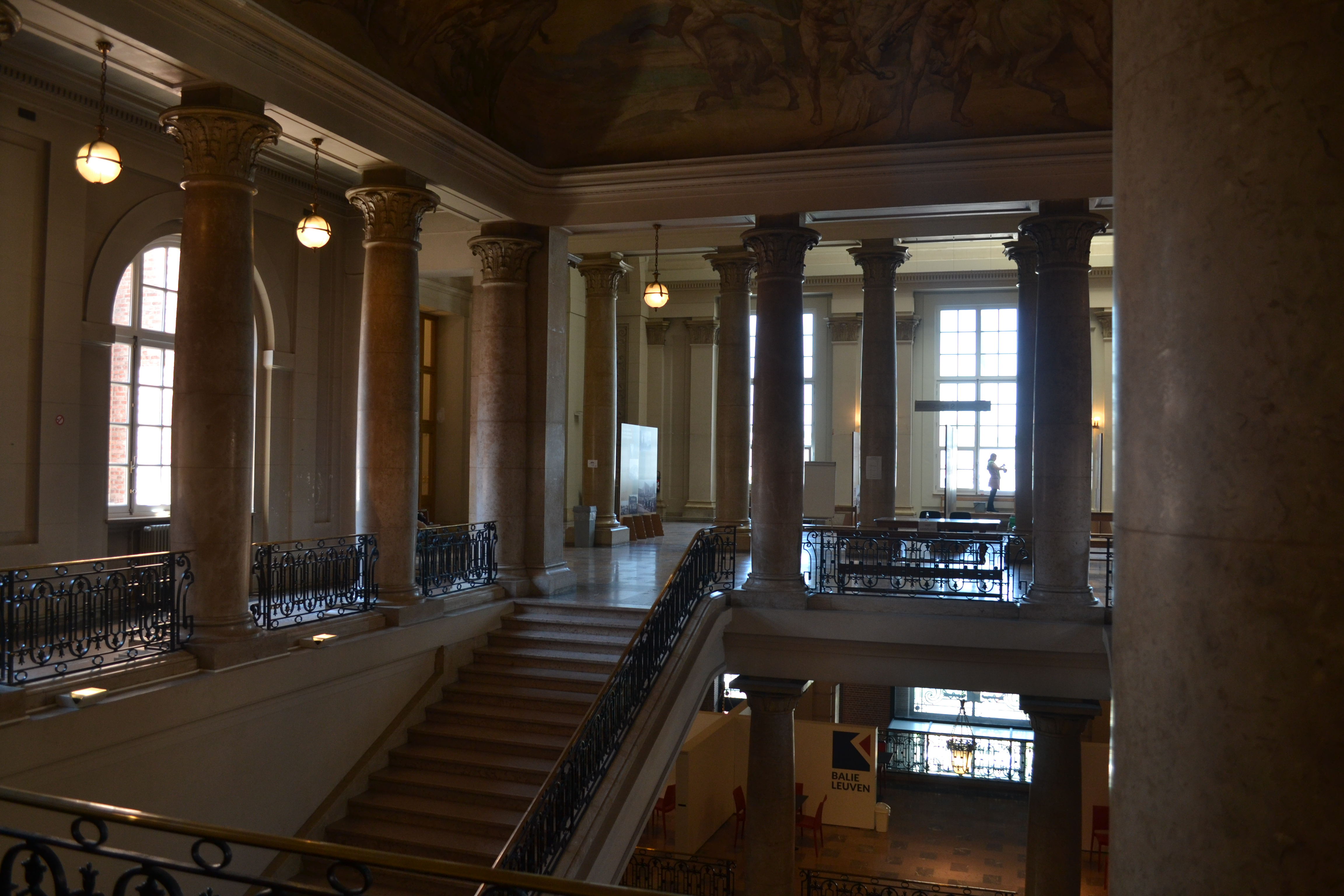